# Oscillations de Rabi
 (mars 2013).
Si vous disposez d'ouvrages ou d'articles de référence ou si vous connaissez des sites web de qualité traitant du thème abordé ici, merci de compléter l'article en donnant les références utiles à sa vérifiabilité et en les liant à la section « Notes et références ».

Système à deux états d'énergie

Les oscillations de Rabi sont des oscillations dans l'occupation des états d'un système à deux niveaux excité à une fréquence proche de la résonance. Initialement observé entre deux états de spin dans la résonance magnétique nucléaire, ce phénomène se produit également lorsqu'un champ électrique extérieur agit sur les transitions d'un système quantique – atome ou molécule – d'un état électronique de ce système à un autre.
Le nom de Rabi a été donné en l'honneur de Isidor Isaac Rabi (1898 - 1988).
La formule des oscillations de Rabi sert à décrire mathématiquement la résonance du champ extérieur avec la transition. Dans le cas général et au premier ordre en l'amplitude v de l'excitation électromagnétique extérieure (pulsation ω), la formule de Rabi s'écrit :
{\displaystyle a_{2}(t)={\frac {e^{\left({\frac {-iE_{2}.t}{\hbar }}\right)}}{i\hbar }}\int _{0}^{t}v(t')\cos(\omega t').e^{\left({\frac {i(E_{2}-E_{1}).t'}{\hbar }}\right)}\mathrm {d} t'}
où
{\displaystyle |a_{2}(t)|^{2}} représente la probabilité pour l'atome d'avoir fait la transition de l'état d'énergie {\displaystyle E_{1}} à celui d'énergie {\displaystyle E_{2}} à l'instant t.
Les oscillations de Rabi sont au centre de nombreuses applications de la mécanique quantique. Outre la Résonance magnétique nucléaire et l'Imagerie par résonance magnétique, ce phénomène permet de préparer des superpositions d'état dans les recherches actuelles sur l'Information quantique. Les oscillations de Rabi sont également à la base de la nouvelle définition de la seconde en 1967 grâce aux horloges atomiques.

## Historique
La description de l'expérience historique de Rabi peut être trouvée dans ces références : The New York Times, January 12, 1988, Phys. Rev. 53, 318–318 (1938).

## Présentation

### Cadre physique
Les oscillations de Rabi s'inscrivent dans le cadre général des systèmes physiques quantiques à deux états. Dans le cadre de la mécanique quantique, il s'agit d'un espace de Hilbert de dimension 2 où l'observable est donc caractérisé par deux valeurs propres. Cette description à deux états est bien entendu un modèle, et il faut souvent faire des approximations pour se placer dans ce cas. Notons en particulier que pour avoir une compréhension des phénomènes d'absorption ou d'émission spontanée cette approche n'est pas suffisante, ils nécessitent un traitement complet de physique quantique.
Pour la suite, nous nous placerons dans le cas où l'observable considéré est l'énergie du système : les deux états {\displaystyle E_{1}} et {\displaystyle E_{2}} sont les deux valeurs propres de l'hamiltonien du système, dans le cas où il n'est soumis à aucun champ extérieur. Dans le cas de l'horloge atomique, il s'agit des énergies de deux états hyperfins de l'atome utilisé.

### Hypothèses
On supposera que les deux états concernés {\displaystyle E_{1}} et {\displaystyle E_{2}} ne sont pas dégénérés, c'est-à-dire que chaque énergie potentielle n'est associée qu'à un état physique (valeur propre non dégénérée). Nous noterons dans toute la suite {\displaystyle |\Psi _{1}\rangle } et {\displaystyle |\Psi _{2}\rangle } les vecteurs propres de l'hamiltonien {\displaystyle {\hat {H}}} (notation bra-ket). On néglige ici le mouvement du centre de masse de l'atome (on se place donc dans le référentiel du centre de masse), de façon que la dynamique interne de l'atome est entièrement décrite par le sous-espace de dimension 2 engendré par {\displaystyle |\Psi _{1}\rangle } et {\displaystyle |\Psi _{2}\rangle }.

### Phénomène mis en jeu, considérations qualitatives
La formule des oscillations de Rabi a pour objectif de quantifier le phénomène suivant : étant donné un atome dans l'état {\displaystyle |\Psi _{1}\rangle } à l'instant t=0 et donc possédant une énergie bien déterminée {\displaystyle E_{1}}. Comme nous allons le voir l'atome peut effectuer une "transition" vers l'état {\displaystyle E_{2}} : quelle est la probabilité de trouver l'atome dans l'état {\displaystyle E_{2}} ? Comment évolue-t-elle avec le temps ?
Qualitativement, la présence du champ électrique modifie l'hamiltonien du système : {\displaystyle |\Psi _{1}\rangle } n'est plus un état propre et homogène, et n'est donc plus un état stationnaire : la nouvelle fonction d'onde aura une composante non nulle selon {\displaystyle |\Psi _{2}\rangle }.

## Cas sans onde électromagnétique

### Considérations qualitatives
Puisqu'à t=0 on se donne un atome dans un état propre de l'hamiltonien, on sait que cet état est stationnaire : la probabilité pour l'atome de passer dans l'état {\displaystyle E_{2}} est nulle.

### Calcul
L'hamiltonien du système sans onde électromagnétique s'écrit, par définition de {\displaystyle E_{1}} et {\displaystyle E_{2}} :
{\displaystyle {\hat {H_{0}}}={\begin{pmatrix}E_{1}&0\\0&E_{2}\\\end{pmatrix}}} dans la base constituée par {\displaystyle |\Psi _{1}\rangle } et {\displaystyle |\Psi _{2}\rangle }.
A priori et de manière générale, on écrira dans cette base la décomposition instantanée :
{\displaystyle |\Psi (t)\rangle =a_{1}(t)|\Psi _{1}\rangle +a_{2}(t)|\Psi _{2}\rangle }
C'est alors l'équation de Schrödinger qui régit l'évolution de {\displaystyle |\Psi (t)\rangle } :
{\displaystyle {\hat {H}}\left|\Psi (t)\right\rangle =i\hbar \,{\frac {\mathrm {d} }{\mathrm {d} t}}\left|\Psi (t)\right\rangle }
où
- {\displaystyle i} est l'unité imaginaire ;
- {\displaystyle \hbar \,} est la constante de Planck réduite : {\displaystyle \hbar ={\frac {h}{2\pi }}} ;
- {\displaystyle {\hat {H}}} est l'hamiltonien, indépendant du temps ici, l'observable correspondant à l'énergie totale du système ;

En appliquant cette équation différentielle à notre fonction d'onde, et en tenant compte des vecteurs propres de {\displaystyle {\hat {H}}} et de la linéarité du problème on obtient directement :
Conclusion : Dans notre cas nous avons {\displaystyle a_{2}(0)=0} donc {\displaystyle a_{2}(t)=a_{2}(0).e^{\left({\frac {-iE_{2}.t}{\hbar }}\right)}=0}.
Or selon les postulats de la mécanique quantique le réel {\displaystyle |a_{2}|^{2}} est la probabilité de trouver l'énergie {\displaystyle E_{2}} lors d'une mesure de l'énergie sur le système.
La formule dite des oscillations de Rabi dans ce cas particulier s'écrit donc :
{\displaystyle p_{2}(t)=|a_{2}(t)|^{2}=0}

## Oscillations de Rabi (en présence d'une onde électromagnétique)

### Système différentiel
On envoie à présent sur l'atome une onde électromagnétique de pulsation ω. Du fait du couplage (d'origine magnétique) entre l'atome et l'onde, on peut montrer que l'hamiltonien total du système s'écrit :
{\displaystyle {\hat {H}}={\hat {H_{0}}}+{\hat {V}}(t)} avec {\displaystyle {\hat {V}}(t)=v(t).\cos(\omega t).{\begin{pmatrix}0&1\\1&0\\\end{pmatrix}}}
où la fonction v est proportionnelle à l'amplitude de l'onde électromagnétique : autrement dit, elle caractérise l'évolution de l'excitation imposée à l'atome au cours du temps.
L'hamiltonien ainsi modifié, on remarque immédiatement que {\displaystyle |\Psi _{1}\rangle } et {\displaystyle |\Psi _{2}\rangle } ne sont plus des états propres (et donc ne sont plus des solutions stationnaires) : il n'y a aucune raison pour que notre atome initialement dans l'état {\displaystyle E_{1}} y reste. L'équation de Schrödinger pour ce nouvel hamiltonien donne cette fois-ci un système couplé de deux équations différentielles en {\displaystyle a_{1}(t)} et {\displaystyle a_{2}(t)} :
{\displaystyle i\hbar \ {d \over dt}a_{1}(t)=E_{1}a_{1}+v(t)\cos(\omega t)a_{2}}
{\displaystyle i\hbar \ {d \over dt}a_{2}(t)=E_{2}a_{2}+v(t)\cos(\omega t)a_{1}}

### Résolution par théorie des perturbations dépendant du temps
Ce système peut être appréhendé par la Théorie de la perturbation (mécanique quantique) dans le cas où celle-ci dépend du temps. Ici, en appliquant la variation de la constante à la deuxième équation, puis en y injectant la valeur de {\displaystyle a_{1}} à l'ordre 0 en v, on obtient :
{\displaystyle a_{2}(t)={\frac {e^{\left({\frac {-iE_{2}.t}{\hbar }}\right)}}{i\hbar }}\int _{0}^{t}v(t')\cos(\omega t').e^{\left({\frac {i(E_{2}-E_{1}).t'}{\hbar }}\right)}\mathrm {d} t'} au premier ordre en v.

## Application à différentes excitations possibles

### Champ électrique d'amplitude constante
Ici, on applique un champ électrique d'amplitude constante {\displaystyle v_{0}} que le système ressent entre les temps {\displaystyle t_{0}} et {\displaystyle t}.
La formule des oscillations qu'on applique à cette fonction particulière {\displaystyle v(t)} devient :
{\displaystyle |a_{2}(t)|^{2}=\left|{\frac {v_{0}}{\hbar }}\right|^{2}.\left|{\frac {e^{\left({\frac {i(w+w_{21}).(t+t_{0})}{2}}\right)}\sin \left({\frac {(w+w_{21}).(t-t_{0})}{2}}\right)}{w+w_{21}}}+{\frac {e^{\left({\frac {i(w_{21}-w).(t+t_{0})}{2}}\right)}\sin \left({\frac {(w_{21}-w).(t-t_{0})}{2}}\right)}{w_{21}-w}}\right|^{2}}
où {\displaystyle w_{21}={\frac {(E_{2}-E_{1})}{\hbar }}} apparaît comme la pulsation de résonance du système.
Mais alors, puisque la formule des oscillations de Rabi a pour ambition de quantifier la résonance du système avec le champ électrique, on se place dans le cas ou {\displaystyle w} est proche de {\displaystyle w_{21}}, ce qui nous permet de négliger le premier terme (sauf pour certains temps mal choisis) :
{\displaystyle |a_{2}(t)|^{2}=\left|{\frac {v_{0}}{\hbar }}\right|^{2}.\left|{\frac {\sin \left({\frac {(w_{21}-w).(t-t_{0})}{2}}\right)}{w_{21}-w}}\right|^{2}=\left({\frac {v_{0}(t-t_{0})}{\hbar }}\right)^{2}\operatorname {sinc^{2}} (t-t_{0})(w_{21}-w)}
En notant {\displaystyle \Delta =w_{21}-w}, on obtient la formule finale des oscillations de Rabi (cas à amplitude constante) :
{\displaystyle p_{2}(t)=\left({\frac {v_{0}(t-t_{0})}{\hbar }}\right)^{2}\operatorname {sinc^{2}} (t-t_{0})\Delta }